# Hymeniacidon petrosioides
Hymeniacidon petrosioides är en svampdjursart som beskrevs av Arthur Dendy 1905. Hymeniacidon petrosioides ingår i släktet Hymeniacidon och familjen Halichondriidae.
Artens utbredningsområde är Sri Lanka. Inga underarter finns listade i Catalogue of Life.